# Bisdom Cuauhtémoc-Madera
Het bisdom Cuauhtémoc-Madera (Latijn: Dioecesis Cuauhtemocensis-Materiensis) is een rooms-katholiek bisdom met als zetels Cuauhtémoc en Ciudad Madera, in Mexico. Het bisdom is suffragaan aan het aartsbisdom Chihuahua. 

## Geschiedenis
Het bisdom werd opgericht op 25 april 1966, als de territoriale prelatuur Madera, uit delen van het aartsbisdom Chihuahua en de bisdommen CiudadJuárez en Ciudad Obregón. Op 17 november 1995 werd het verheven tot bisdom en nam de naam bisdom Cuauhtémoc-Madera. 

## Parochies
Het bisdom had in 2021 een oppervlakte van 37.405 km2 en telde 436.316 inwoners waarvan 86,8% rooms-katholiek was.

## Bisschoppen
- Justo Goizueta Gridilla (14 januari 1970 - 2 februari 1988)
- Renato Ascencio León (19 juli 1988 - 7 oktober 1994)
- Juan Guillermo López Soto (17 november 1995 - 8 september 2021 )
- Jesús Omar Alemán Chávez (7 december 2022 - heden)

## Galerij van afbeeldingen

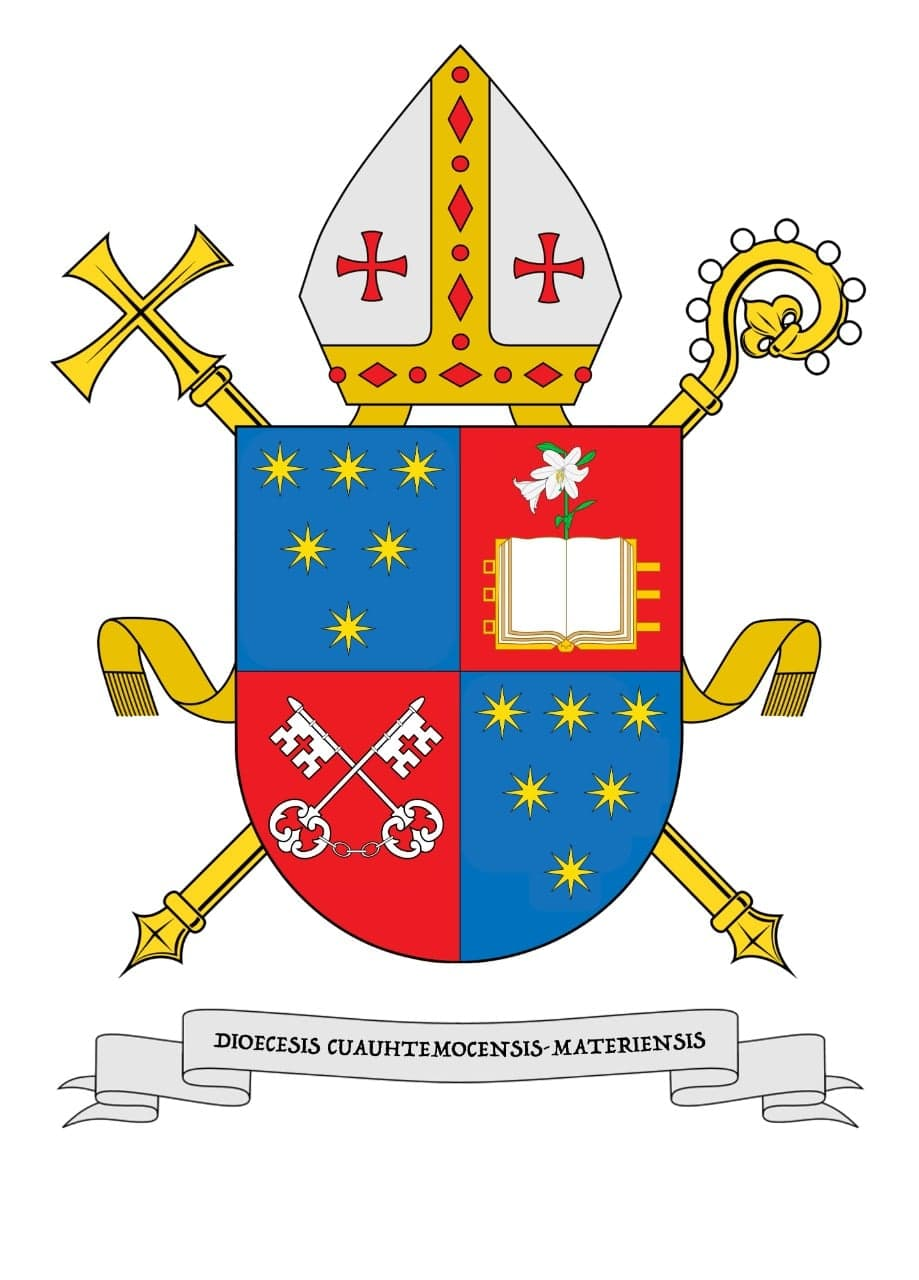
Wapen van het bisdom Cuauhtémoc-Madera
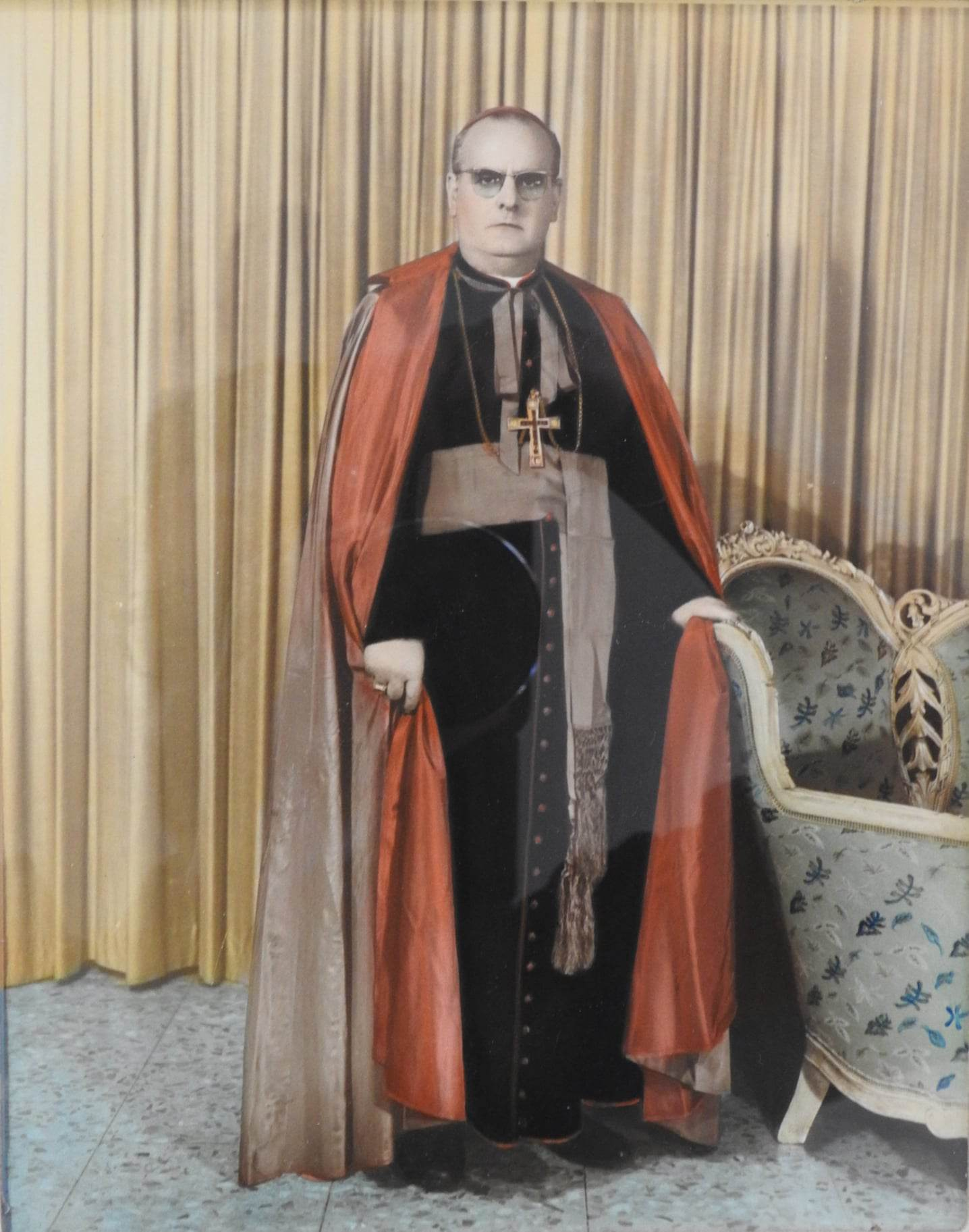
Bisschop Justo Goizueta Gridilla
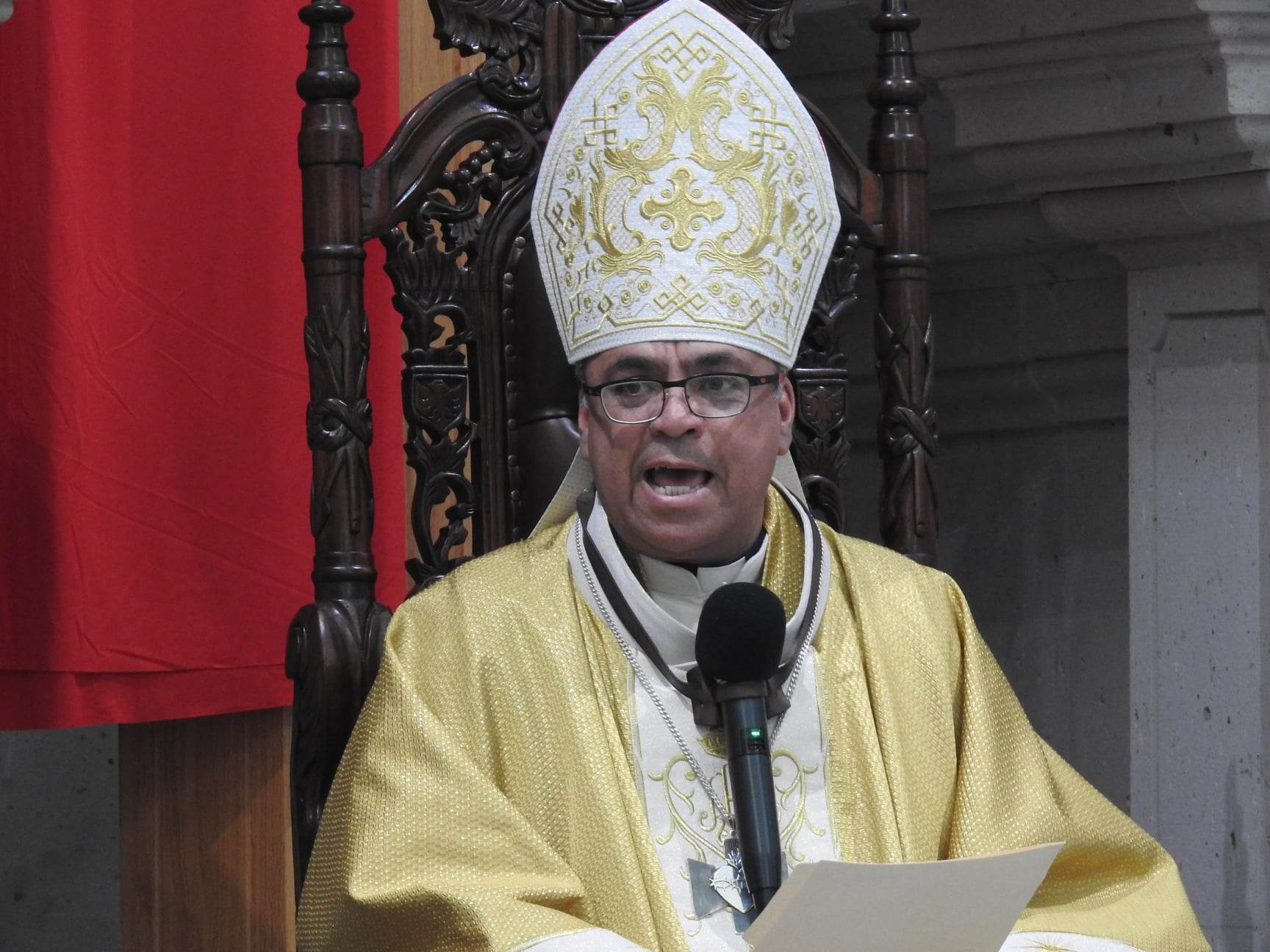
Bisschop Jesús Omar Alemán Chávez

Chihuahua (aartsbisdom) · Ciudad Juárez · Cuauhtémoc-Madera · Nuevo Casas Grandes · Parral · Tarahumara